# Conor Murray
Pour les articles homonymes, voir Murray.

a Compétitions nationales et continentales officielles uniquement.

b Matchs officiels uniquement.
Dernière mise à jour le 27 mars 2025.
Conor Murray, né le 20 avril 1989 à Limerick (Irlande), est un joueur international irlandais de rugby à XV jouant au poste de demi de mêlée avec le Munster depuis 2010 et en équipe nationale de 2011 à 2025.

## Biographie

### Carrière au Munster
Conor Murray fait ses débuts professionnels avec la province du Munster le 18 avril 2010 à l'occasion d'une rencontre face au Connacht en Ligue Celtique (victoire 18-13).
Durant la saison 2022-2023, le Munster atteint la finale du United Rugby Championship après avoir battu le Leinster en demi-finale. En finale, les Irlandais affrontent les Sud-Africains des Stormers, et Conor Murray est titulaire pour cette rencontre. Le Munster s'impose 19 à 14 et remporte cette compétition pour la première fois depuis 2011,.
En février 2025, le Munster annonce qu'il quitte la province à l'issue de la saison.

### Carrière internationale
Conor Murray honore sa première sélection avec l'équipe d'Irlande le 13 août 2011 lors du match de préparation pour la coupe du monde contre la France. Il est ensuite retenu par Declan Kidney dans la liste des trente joueurs qui disputent la coupe du monde.
Avec l'arrivée de Joe Schmidt à la tête du XV du Trèfle, il s'impose au poste de demi de mêlée de sa sélection nationale.
Le 5 novembre 2016, Conor Murray dispute le premier match irlandais de la tournée d'automne contre la Nouvelle-Zélande au Soldier Field de Chicago. Il inscrit un essai, passe sa première pénalité internationale, réalisant une très bonne performance, aidant ainsi son équipe à vaincre pour la première fois de son histoire les All Blacks. Le quotidien The Irish Times lui décerne le statut d'homme du match en lui donnant une note de 10/10.
Il est sélectionné pour le Tournoi des Six Nations 2018. Il joue les cinq matchs du tournoi en tant que titulaire et marque deux essais. L'Irlande remporte tous ses matchs et réalise ainsi le Grand Chelem.
Début janvier 2023, il est convoqué en équipe d'Irlande par Andy Farrell pour disputer le Tournoi des Six Nations. Il joue les cinq matchs du tournoi, dont trois en tant que titulaire, et l'Irlande remporte la compétition en réalisant le Grand Chelem.
Fin mai 2023, il est présélectionné dans un groupe de 42 joueurs pour préparer la Coupe du monde 2023 avec son pays,.
En janvier 2024, il est sélectionné pour le Tournoi des Six Nations. 
En février 2025, la Fédération irlandaise annonce que Murray met un terme à sa carrière internationale à l'issue du Tournoi des Six Nations. Le mois suivant, il dispute son dernier match avec l'Irlande lors de la dernière journée du Tournoi des Six Nations.

### Lions britanniques et irlandais
En 2013, il est appelé par Warren Gatland chez les Lions britanniques et irlandais pour participer à la tournée en Australie. Il dispute deux rencontres en tant que remplaçant et les Lions remportent la série en battant deux fois les Wallabies.
En 2017, il est de nouveau appelé par Warren Gatland pour disputer la tournée face à la Nouvelle-Zélande. Titulaire lors des trois rencontres, il inscrit un essai lors de la victoire des Lions lors du deuxième match (24-21). La série finalement à égalité, avec une victoire des All Blacks, une victoire des Lions et un match nul.
En 2021, il est convoqué pour participer à la tournée en Afrique du Sud. Il y disputera les trois rencontres face aux Springboks ainsi que le premier match test face au Japon. 

## Statistiques

### Internationales
Conor Murray compte 125 sélections depuis sa première sélection le 13 août 2011 à Bordeaux face à la France. Il inscrit 115 points, dix-huit essais, cinq pénalités et cinq transformations.
Il participe à quatorze éditions du Tournoi des Six Nations, en 2012, 2013, 2014, 2015, 2016, 2017, 2018, 2019, 2020, 2021, 2022, 2023, 2024 et 2025. Il dispute 62 rencontres, 47 en tant que titulaire, et inscrit soixante-deux points, dix essais, deux pénalités et trois transformations. 
Il participe à quatre éditions de la Coupe du monde : en 2011, face aux États-Unis, à l'Australie, l'Italie et le pays de Galles. En 2015, il affronte le Canada, la Roumanie, l'Italie, la France et l'Argentine. En 2019, il affronte l'Écosse, le Japon, la Russie, les Samoa et la Nouvelle-Zélande. En 2023, il joue contre la Roumanie, les Tonga, l'Afrique du Sud, l'Écosse et la Nouvelle-Zélande.

### Avec les Lions britanniques et irlandais
Il compte deux sélections avec les Lions, lors de la tournée de 2013 en Australie où il est remplaçant à deux reprises face aux Wallabies. Au total, il dispute sept rencontres avec les Lions, inscrivant deux essais. Il participe également à la tournée 2017 en Nouvelle-Zélande où il est titulaire lors des trois tests internationaux face aux All Blacks et contre qui il inscrit un essai. Au total, il dispute sept rencontres. En 2021, il participe à la troisième tournée en Afrique du Sud dans laquelle il dispute les trois tests contre les Springboks.
En trois tournées, Conor Murray dispute huit test matchs, dont quatre en tant que titulaire, et inscrit un essai. Il dispute également neuf matches de préparation.

## Palmarès

### En province
- Munster
  - Vainqueur de la/du Celtic League/United Rugby Championship en 2011 et en 2023.
  - Finaliste du Pro12/Pro14 en 2015, 2017 et 2021.

### En équipe nationale
- Irlande
  - Vainqueur du Tournoi des Six nations en 2014, 2015, 2018 (Grand Chelem), 2023 (Grand Chelem) et 2024.

### Distinctions personnelles
- Oscar Monde du Midi olympique en 2018.